# Esclanèdes
Esclanèdes es una comuna francesa situada en el departamento de Lozère, en la región Occitania .

## Demografía
| 271 | 256 | 218 | 200 | 217 | 250 | 398 |
| Para los censos de 1962 a 1999 la población legal corresponde a la población sin duplicidades (Fuente: INSEE [Consultar]) |     |     |     |     |     |     |